# Andre Chad Parenzee
Andre Chad Parenzee (nacido alrededor de 1971) es un ciudadano australiano portador del VIH que fue condenado por tres delitos relacionados con poner en riesgo la vida de otras personas. Estos cargos se debieron a que mantuvo relaciones sexuales sin protección mientras aseguraba falsamente que no tenía el virus. En al menos uno de los casos, llegó a transmitir la infección a otra persona.
Parenzee nació en Ciudad del Cabo (Sudáfrica), y se trasladó a Adelaida (Australia), con 15 años. Más adelante, se formó como chef y se estableció en la ciudad de Port Pirie. En enero de 2006, fue declarado culpable de tres cargos por haber puesto en peligro la vida de otras personas. La condena se basó en que mantuvo relaciones sexuales sin protección con tres mujeres a lo largo de varios años, a pesar de saber que el VIH podía transmitirse de ese modo. A una de ellas, de hecho, le contagió el virus.
En marzo de 2006, Parenzee presentó una apelación contra su condena, argumentando que no se había demostrado de manera concluyente ni la existencia del VIH ni su capacidad para causar enfermedad. En su defensa, presentó los testimonios de Valendar Turner y Eleni Papadopulos-Eleopulos, miembros del Grupo de Perth, conocidos por negar la existencia del VIH. En contraste, varios científicos reconocidos, incluido Robert Gallo, declararon respaldando el consenso científico de que el VIH es real y es la causa del sida. El juez terminó desestimando tanto las credenciales como los argumentos de los testigos negacionistas, afirmando que ya no hay un debate científico legítimo sobre la existencia del virus ni sobre su papel en el desarrollo del sida. La apelación fue rechazada.El abogado de Parenzee, Kevin Borick, señaló que tenía la intención de presentar una nueva apelación ante un tribunal compuesto por tres jueces.

## Circunstancias del caso
La primera mujer implicada en el caso, identificada en los registros judiciales como "Sra. KC", tuvo dos hijos con Parenzee, uno en 1990 y otro en 1994. Parenzee fue diagnosticado con VIH el 21 de septiembre de 1998, pero aun así contrajo matrimonio con la Sra. KC el 7 de noviembre de ese mismo año sin revelarle su diagnóstico y continuó teniendo relaciones sexuales sin protección. La pareja se separó en el año 2000. Posteriormente, Parenzee inició una convivencia con la "Sra. SMC", una mujer con dos hijos, con quien también mantuvo relaciones sexuales sin protección. En julio de 2001, fue internado en el hospital y dijo falsamente que padecía cáncer. Fue su hermana quien le reveló a la Sra. SMC que Parenzee en realidad era portador del VIH. Tras hacerse una prueba, el 20 de julio de 2001 se confirmó que la Sra. SMC había contraído el virus.
La Sra. KC no se enteró del diagnóstico de VIH de Parenzee hasta el 21 de julio de 2003, durante una audiencia relacionada con el derecho de visita de sus hijos. En ese momento, al ser interrogado, Parenzee declaró que no le importaba en absoluto que la Sra. SMC se enfermara.
La tercera víctima, identificada como "Sra. JB", tuvo relaciones sexuales con Parenzee entre septiembre y octubre de 2004. El 19 de noviembre de 2004, la Sra. KC le informó por teléfono que Parenzee era portador del VIH. Parenzee negó la acusación, asegurando que era falsa. Sin embargo, la Sra. JB verificó la información contactando a la madre de Parenzee y obteniendo documentación proporcionada por la Sra. KC que confirmaba el diagnóstico.

## Procedimientos judiciales
La solicitud de Parenzee de que los casos fueran juzgados por separado fue rechazada. El 31 de enero de 2006, fue juzgado y condenado por tres cargos de poner en peligro la vida humana. Sus abogados apelaron el caso ante la Corte Suprema de Australia del Sur, argumentando que había cometido un error judicial. La defensa basó su apelación en la falta de pruebas de que el VIH existiera, pudiera transmitirse sexualmente, causara sida o pudiera ser detectado mediante pruebas. Durante la audiencia, intentaron presentar a dos miembros del Grupo de Perth, Eleni Papadopulos-Eleopulos y Valendar Francis Turner, como testigos expertos en apoyo de sus alegaciones. En contraposición, varios expertos, entre ellos David Albert Cooper, Martyn Andrew Haydon French, Elizabeth Mara Dax, Dominic Edmund Dwyer, David Llewellyn Gordon, John Martin Kaldor, Robert Gallo y Peter James McDonald, testificaron en contra de las afirmaciones de la defensa.

El juez presidente, John Sulan, determinó que Eleni Papadopulos-Eleopulos no tenía la formación adecuada en biología y había distorsionado las opiniones de otros científicos en su testimonio. Por lo tanto, desestimó su testimonio y apoyó el consenso científico sobre la existencia del VIH y su vínculo con el sida.
La Sra. Papadopulos-Eleopulos no posee formación académica en medicina, biología, virología, inmunología, epidemiología ni ninguna otra disciplina médica. Nunca ha tratado ni participado directamente en ensayos clínicos de ningún tipo relacionados con ninguna enfermedad. Sus funciones en el Hospital Real de Perth consisten en realizar pruebas de sensibilidad a la radiación ultravioleta.

No ha leído o ha optado por ignorar una enorme cantidad de material publicado recientemente sobre el diagnóstico y el tratamiento del VIH/sida. Ha sido selectiva al elegir el material en el que se basa.
El juez Sulan también concluyó que las cualificaciones de Papadopulos-Eleopulos no le otorgaban los conocimientos académicos necesarios para opinar sobre temas médicos y científicos fuera de su campo de la física nuclear. Además, señaló que no tenía experiencia ni formación en áreas como virología, epidemiología, microscopía electrónica, biología o inmunología. Por lo tanto, desestimó su testimonio y reafirmó el consenso científico sobre el VIH.
...ella [Papdopulos-Eleopulos] no está cualificada para opinar sobre la existencia del VIH ni sobre si se ha establecido que causa el sida. Tampoco tiene la experiencia necesaria para opinar sobre si el virus es transmisible. Tampoco está cualificada para opinar sobre las pruebas desarrolladas para diagnosticar el virus.
El juez también señaló que el Grupo de Perth utilizaba todos los medios disponibles para fomentar el debate, incluso alentando a personas como el demandante para que promovieran sus teorías en los tribunales de justicia. Esto fue considerado un intento de desviar el enfoque del consenso científico establecido.
En cuanto al Dr. Turner, el juez concluyó que su conocimiento sobre el tema se limitaba a la lectura y no poseía las cualificaciones formales necesarias para emitir opiniones expertas sobre el VIH. Además, carecía de experiencia práctica en el tratamiento de enfermedades virales, así como en virología, inmunología y epidemiología.
A pesar de que los testimonios de Turner y Papadopulos-Eleopulos fueron inadmisibles, el juez consideró las afirmaciones de la defensa sobre la inexistencia del VIH, su no transmisión sexual, su no causalidad del sida y la falta de fiabilidad de las pruebas.

## Conclusiones
El juez concluyó que, en oposición a lo sostenido por Turner y Papadopulos-Eleopulos:
1. El VIH ha sido aislado.
2. El VIH existe y es identificable.
3. Ya no existe ninguna disputa científica genuina sobre esta proposición.
4. Existen micrografías electrónicas del VIH.
5. La prueba genética que se ha desarrollado es específica y precisa para la identificación del VIH.
6. Las secuencias retrovirales endógenas se distinguen del VIH.
7. El método para la prueba de detección del VIH es extremadamente riguroso y es altamente específico y sensible, y proporciona una base científica para establecer la infección por VIH.
8. Las pruebas de anticuerpos que se utilizan en todo el mundo detectan con precisión el virus VIH.
9. Existe evidencia abrumadora de que el VIH puede transmitirse y se transmite a través de las relaciones sexuales, incluido el contacto heterosexual.
10. El VIH causa EL sida.
11. Aunque existe desacuerdo sobre el mecanismo, el VIH causa el agotamiento de las células CD4 y provoca el colapso del sistema inmunológico, lo que resulta en diversas enfermedades que se definen como enfermedades relacionadas con el sida.

El juez también rechazó la solicitud de más tiempo para apelar con el argumento que la mujer que se infectó podría haber contraído el virus en otro lugar, al señalar estudios que muestran similitudes entre las cepas infecciosas.
En septiembre de 2007, Parenzee fue sentenciado a nueve años de prisión, con posibilidad de libertad condicional después de cinco años. El juez que impuso la sentencia indicó que, incluso en ese momento, Parenzee no había reconocido el daño que había causado.
En septiembre de 2008, el Tribunal de Apelaciones Penales de Australia Meridional desestimó la solicitud de Parenzee para obtener una prórroga y la autorización para apelar, calificando ambas como incompetentes. El fallo fue de 2 a 1, y el juez en disidencia, el presidente del Tribunal Supremo John Doyle, señaló que hubiera otorgado la autorización para apelar, aunque igualmente habría rechazado la apelación. Se esperaba que Parenzee solicitara una revisión ante el Tribunal Superior. Con una licencia por buena conducta, cumplía los requisitos para obtener la libertad condicional en 2011.

## Prisión e indemnización
Parenzee ingresó en el Hospital Real de Adelaida en 2011, donde estuvo encadenado a su cama durante dieciocho días. En 2016, demandó al gobierno de Australia Meridional y llegó a un acuerdo extrajudicial. Debido a que el acuerdo superaba los 10,000 dólares, el pago quedó en cuarentena, lo que permitió a las víctimas de Parenzee presentar una reclamación si deseaban iniciar un proceso para obtener una indemnización.